# Sara Danius

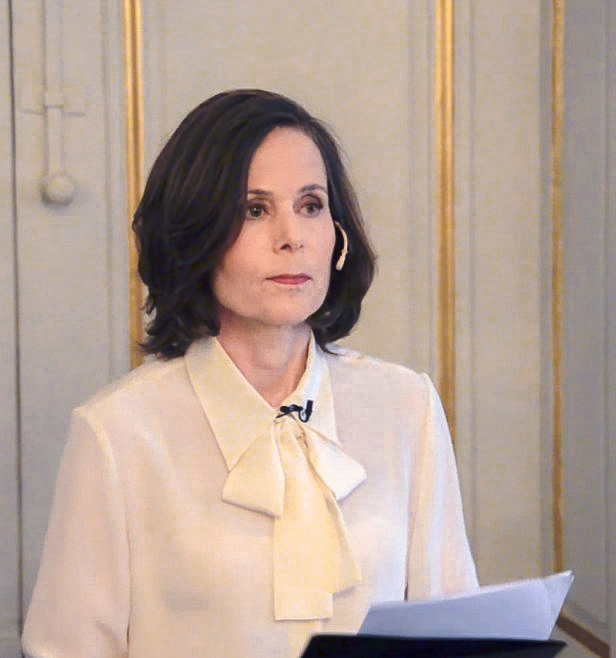
Sara Danius (2016)

Sara Maria Danius (geboren 5. April 1962 in Täby; gestorben 12. Oktober 2019 in Stockholm) war eine schwedische Literaturwissenschaftlerin.

## Leben
Sara Danius wurde 1962 als Tochter des Berufsoffiziers Lars Danius (1907–1996) und der Sachbuchautorin Anna Wahlgren geboren. Sie studierte zunächst Philologie an der Universität Stockholm und schrieb schon während ihres Studiums literaturkritische Beiträge für die Tageszeitung Dagens Nyheter. Sie erwarb 1989 einen Master of Arts in Critical Theory an der Universität Nottingham. 1989 heiratete sie Stefan Jonsson, das Paar hatte einen gemeinsamen Sohn und ließ sich später wieder scheiden. Sie hatte eine Ausbildung als Croupière. 1997 wurde sie an der Duke University promoviert und 1999 an der Universität Uppsala. Danius war 2001/02 als Fellow an das Wissenschaftskolleg zu Berlin eingeladen.
Danius war Professorin für Ästhetik an der Hochschule Södertörn (Södertörns högskola) und hatte eine Dozentur für Literaturwissenschaft an der Universität Uppsala. Sie hat zu Marcel Proust, Gustave Flaubert und James Joyce veröffentlicht.
Sara Danius starb im Oktober 2019 im Alter von 57 Jahren nach langer Krankheit an den Folgen von Brustkrebs.

## Mitglied der Schwedischen Akademie
Seit 2010 war Danius Mitglied der Königlich Schwedischen Gelehrsamkeits-, Geschichts- und Antiquitätenakademie. Im März 2013 wurde beschlossen, Danius ab dem 20. Dezember 2013 als Nachfolgerin des verstorbenen Knut Ahnlund zum Mitglied der Schwedischen Akademie zu bestellen. Seit 2014 gehörte sie dem achtzehnköpfigen Auswahlgremium für die Vergabe des Literatur-Nobelpreises an, ab Juni 2015 führte sie dessen Vorsitz in der Position des Ständigen Sekretärs und war damit die erste Frau mit diesem Auftrag.
Am 12. April 2018 legte sie diesen Posten nieder und erklärte zugleich, wie auch Katarina Frostenson, dass sie ihre Arbeit in der Akademie ruhen lasse. Formell war sie jedoch weiterhin Mitglied, da die Satzung der Schwedischen Akademie damals einen Austritt nicht vorsah und Danius ihn auch nicht beantragt hatte. Am 26. Februar 2019 gab die Akademie bekannt, dass man sich mit Danius auf ihren Austritt aus der Akademie geeinigt habe.

## Schriften (Auswahl)
- Proust – Benjamin: om fotografin. Moderna Museet. Axl Books, Stockholm 2011.
- mit Hanns Zischler: Nase für Neuigkeiten: vermischte Nachrichten von James Joyce. Paul Zsolnay, Wien 2008, DNB-Link
- mit Hanns Zischler: Näsa för nyheter: essä om James Joyce, Overs.  Jom Jakobsson, Verlag, Stockholm 2013, DNB-Link
- The prose of the world: Flaubert and the art of making things visible. Acta Universitatis Upsaliensis, Uppsala 2006, ISBN 91-554-6599-4.
- mit Patrik Johansson; William Jewson: Voices : contemporary ceramic art from Sweden. Carlsson, Stockholm 2006.
- Marey, Bergson, and the crisis of human vision. In: The senses of modernism: technology, perception, and aesthetics. Cornell University Press, Ithaca 2002, ISBN 0-8014-3899-3.
- Prousts motor. Bonnier Essä, Uddevalla 2000.
- mit Birgit Munkhammar, Anders Olsson, Lars Gustafsson: Försök om Litteratur. Albert Bonniers Forlag, Stockholm 1998.
- Det politiska omedvetna: berättelsen som social symbolhandling by Fredric Jameson. 1994.